# Gambara
Gambara – miejscowość i gmina we Włoszech, w regionie Lombardia, w prowincji Brescia.
Według danych na rok 2004 gminę zamieszkiwały 4523 osoby, 145,9 os./km².